# Raymond Radiguet

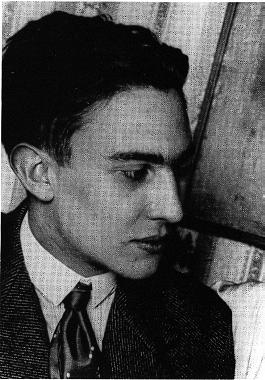
Raymond Radiguet

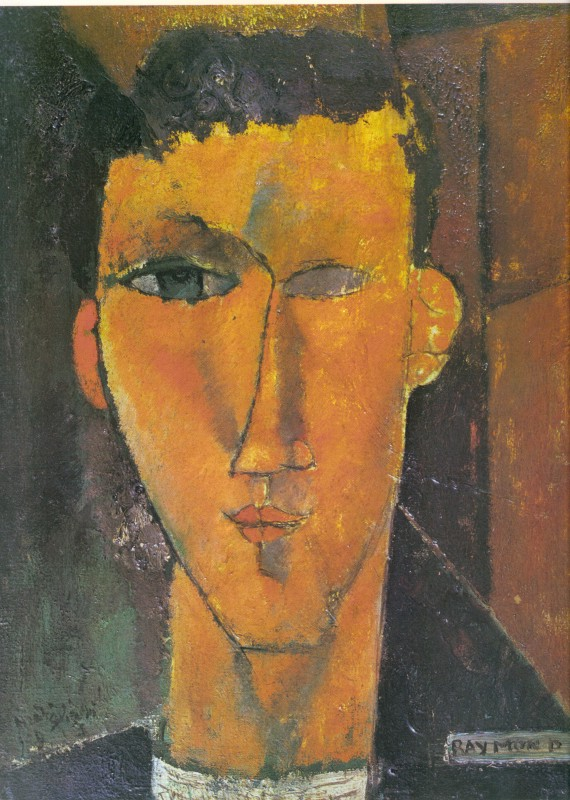
Raymond Radiguet door Modigliani (1915).

Raymond Radiguet (Saint-Maur-des-Fossés;  18 juni 1903 – Parijs 12 december 1923) was een Frans schrijver, dichter en journalist.

## Leven
Radiguet was de zoon van de tekenaar-schilder Maurice Radiguet en oudste kind in een gezin met nog zeven zussen. Hij was een middelmatige scholier, maar al op jonge leeftijd een groot lezer, eerst van Madame de Lafayette, later van  Stendhal, Proust, Verlaine, Mallarmé en Rimbaud.
Als vijftienjarige verliet hij school om journalist te worden. Hij sloot vriendschap met bekende schrijvers, dichters, componisten en schilders, waaronder Max Jacob, Juan Gris, Picasso,  Modigliani, Milhaud, Francis Poulenc en Arthur Honegger. Hij kreeg een relatie met de 24 jaar oudere Engelse schrijfster en journaliste Beatrice Hastings. Onder het pseudoniem „Rajiky“ schreef hij korte sprookjes voor de krant. In 1918 leerde hij Jean Cocteau kennen, die zijn talent aanmoedigde. Enige tijd waren beiden onafscheidelijk en in 1920 richtten ze samen het tijdschrift "Le Cocq" op. In dat jaar publiceerde Radiguet ook zijn eerste (modernistische) gedichten, onder de titel ”Les joues en feu“.
In september 1921 voltooide Radiguet zijn eerste roman Van de liefde bezeten (Le Diable au corps, publicatie in 1923), waarmee hij op slag beroemd werd. De roman baarde veel opzien, niet alleen door de jeugdige leeftijd van de schrijver, maar ook door zijn thematiek. Radiguet beschrijft de heftige verhouding van een vrouw wier man tijdens de Eerste Wereldoorlog aan het front is, en een jonge gymnasiast. Voor het eerst werden daarmee ook de problemen aan het thuisfront aan de orde gesteld. De intrige van het boek is eenvoudig, de stijl sober maar subjectief. Diverse keren werd het boek ook verfilmd.
Radiguet stierf korte tijd na het verschijnen van de roman, op 12 december 1923, aan buiktyfus. Postuum verscheen zijn tweede roman  “Het bal van graaf d'Orgel”  (1924). Dit boek behandelt een driehoeksverhouding en is ingewikkelder en subtieler van constructie dan “Van de liefde bezeten”. Het werk werd veelvuldig geprezen om het psychologisch inzicht, de moraal en het concept. 
Radiguet werd begraven op het Parijse kerkhof Père Lachaise.

## Werk
Romans:
- Le Diable au corps, 1923
- Le Bal du comte d'Orgel, 1924

Poëzie:
- Les joues en feu, 1920
- Devoirs de vacances, 1921
- Vers libres, 1926 (postuum)
- Jeux innocents (postuum)

Theater:
- Le Gendarme incompris, 1921